# Hockey in-line ai III World Skate Games
Le competizioni di hockey in-line ai III World Skate Games si sono svolte dal 24 ottobre al 6 novembre 2022 a Buenos Aires, in Argentina. 

## Podi

### Uomini
| Evento        | Oro           | Argento     | Bronzo   |
| Torneo Senior | Rep. Ceca     | Italia      | Francia  |
| Torneo Junior | Taipei cinese | Stati Uniti | Colombia |

### Donne
| Evento        | Oro     | Argento     | Bronzo      |
| Torneo Senior | Spagna  | Francia     | Stati Uniti |
| Torneo Junior | Namibia | Stati Uniti | Colombia    |